# Açude Acarape do Meio
| Açude Acarape do Meio                      |                                  |
| \| \|                                      |                                  |
| Localização                                |                                  |
| Estado                                     | Ceará                            |
| Município                                  | Redenção                         |
| Bacia Hidrográfica                         | Metropolitana                    |
| Rio Barrado                                | Pacoti                           |
| Informações Gerais                         |                                  |
| Ano do Projeto                             | 1909 (modif. em 1910, 1911,1912) |
| Início da Construção                       | 1909                             |
| Ano da Inauguração                         | 1924                             |
| Proprietário                               | COGERH                           |
| Barragem                                   |                                  |
| Tipo                                       | Alvenaria de pedra               |
| Capacidade (m³)                            | 34.100.000                       |
| Vazão Regularizada (m³/s)                  | 0,50                             |
| Altura Máxima (m) (Barragem Eugênio Gudin) | 33,0                             |
| Bacia Hidrográfica (km²)                   | 241,525                          |
| Sangradouro                                |                                  |
| Tipo                                       | Vertedouro                       |
| Cota da Soleira (m)                        | 100                              |
| Largura (m)                                | 60                               |
|                                            |                                  |

O Açude Acarape do Meio, é um açude localizado no município de Redenção, região do Maciço de Baturité, estado do Ceará, Brasil, que foi construído entre os anos de 1909 e 1924, com o objetivo de abastecimento de água potável à cidade de Fortaleza.

## Localização
O Açude Acarape do Meio, está localizado no distrito de São Gerardo(antigo distrito do Acarape do Meio),  município de Redenção, estado do Ceará, a cerca de 65 km de Fortaleza.

## Águas barradas
As águas barradas pela barragem deste açude são as do rio Pacoti e dos riachos: Carrapicho, Gameleira, Jatobá, Baixa Grande, Mosquito, Cana Brava, Limão, Genipapo, Paú dos Ferros, Brenha, Piancó e Calção. 
O riacho Piroás derramava suas águas no rio Pacoti. Com a construção do sangradouro do açude, às águas do riacho Piroás passaram à desaguar no riacho Barra Nova. O leito do riacho Piroás agora serve de trajeto para às águas de sangria. 

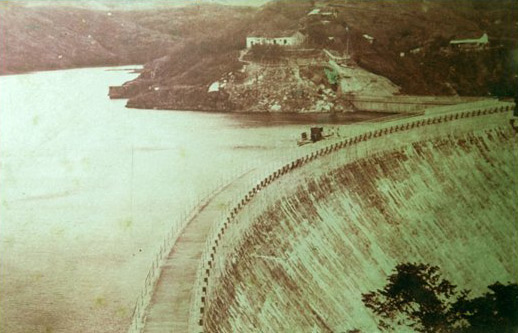
1922 - O Açude e a vila do Acarape do Meio

## Histórico
O projeto original foi  de autoria do Engº. Piquet Carneiro, da Comissão de Açudes e Irrigação (atualmente Departamento Nacional de Obras Contra a Seca - DNOCS), o qual foi  posteriormente modificado pelos engenheiros da então IFOCS. A "Comissão de Açudes e Irrigação" executou os primeiros trabalhos de construção da barragem, os quais prosseguiram sob a administração da empresa americana Dodsworth & Co.
A barragem é um arco do tipo  gravidade, barrando  o curso  principal  do rio. O arco da barragem é uma estrutura em alvenaria de pedra, com perfil trapezoidal, sem sistema de drenagem. O vertedouro situa-se em uma sela topográfica na margem esquerda.
A construção iniciou-se em 1909, sofrendo paralisações e modificações no projeto original. A conclusão das obras verificou-se no ano de 1924. A barragem ganhou o nome do engenheiro o ex-Ministro Eugênio Gudin, pois este agilizou a construção e a finalização desta barragem.

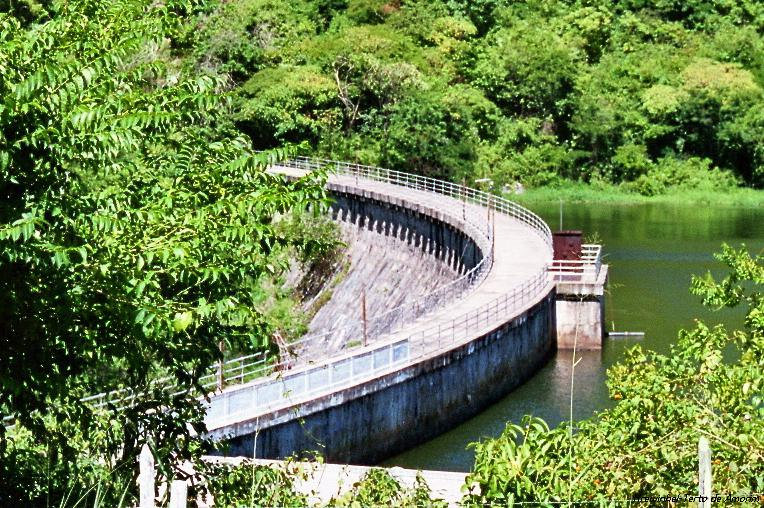

## A comunidade do Carrapicho e do distrito de Acarape do Meio
Antes do projeto inicial do Engº. Piquet Carneiro, existiu próximo ao local onde hoje fica o sangradouro, um pequeno açude chamado de Açude do Benício. Este foi de iniciativa de um morador da comunidade do Carrapicho chamado Benício. 
Com a construção do Açude Acarape do Meio resultou o fim da comunidade do Carrapicho que existia ao redor do Açude do Benício, alguns metros atrás da vila do Acarape do meio. As velhas casas desta comunidade e o cemitério estão submersas pelas águas.
A vila do Acarape do Meio, o povoamento sob o morro do Passarinho, foi elevada a distrito no ano de 1912. Depois da construção da barragem esta vila ao poucos foi se extinguindo e desta podem ainda se ver ruínas e a capela de São Gerardo. 

## A capela de São Gerardo
A capela de São Gerardo Magela, que fica no alto do serrote do Passarinho à esquerda da barragem. Esta ainda encontra-se em boas condições e em uso. Nela ainda é celebrada missa em homenagem a data do falecimento do padroeiro: 16 de outubro. Isto acontece anualmente, no terceiro sábado de outubro às 17:00 horas.

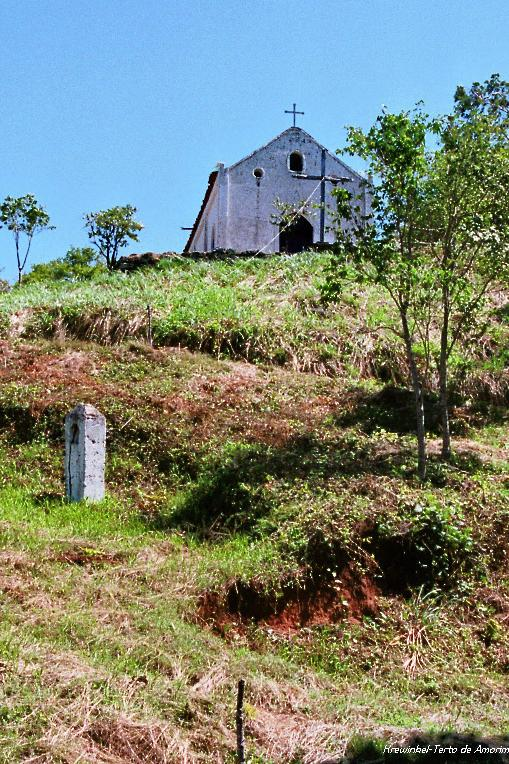
imagem da capela de São Gerardo

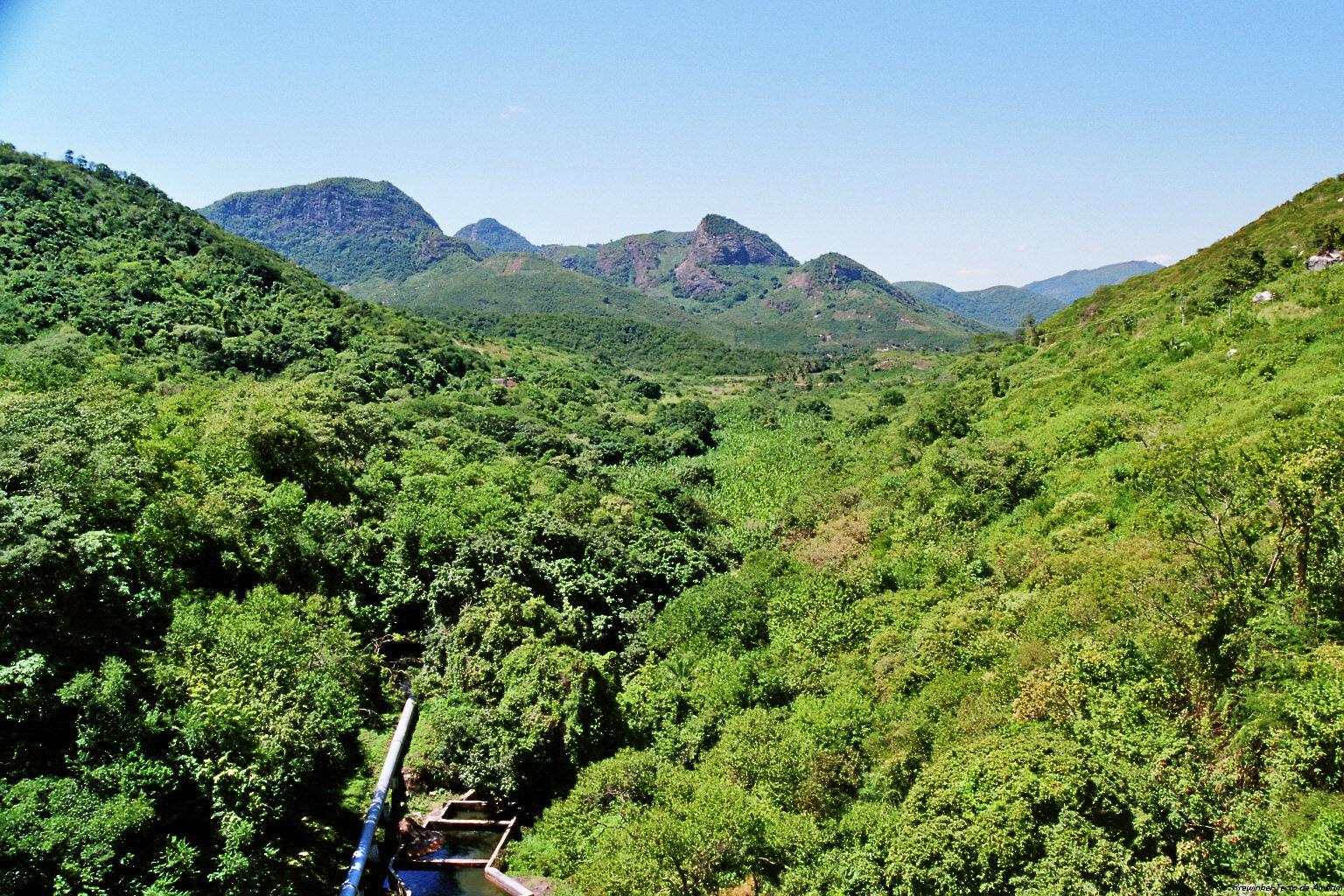
Início da tubulação da Adutora do Acarape no Açude Acarape do Meio

## O Açude Acarape do Meio hoje
A finalidade principal foi o abastecimento d'água da cidade de Fortaleza. Porém com a construção dos açudes: Açude Gavião, Açude Pacoti/Riachão esta finalidade possou a ser secundária.
Inicialmente de propriedade do Departamento Nacional de Obras Contra a Seca, este passou depois à responsabilidade do município de Redenção. Em seguida esta passou à Companhia de Água e Esgoto do Ceará(CAGECE). Atualmente  está  sob a jurisdição da Companhia de Gestão dos Recursos Hídricos - (COGERH).